# Длинноногий папочка (фильм, 1919)
«Длинноногий папочка» (англ. Daddy-Long-Legs) — немая трагикомедия, экранизация одноимённого романа Джин Вебстер. Премьера фильма состоялась 11 мая 1919 года. Режиссёр фильма, Маршалл Нилан, также сыграл в нём небольшую роль студента, ухажера героини Мэри Пикфорд.

## Сюжет
Сирота Джуди Эббот воспитывается в нищем приюте. Когда она достигает подросткового возраста, у неё появляется опекун, который предлагает оплатить её обучение при условии, что она никогда не будет пытаться увидеть его. Джуди замечает лишь его длинную тень и про себя даёт ему имя длинноногого папочки. В следующем году у неё появляется два поклонника — студент Джимми и богач Джарвис Пендлтон, дядя её одноклассницы.
Девушка отвергает ухаживания и Джимми (так как он слишком юн), и Джарвиса — она хоть и влюблена в последнего, но боится, что тот узнает о её низком происхождении. Нуждаясь в совете, Джуди отправляет письмо своему таинственному опекуну, но не получает ответа. Тогда она разыскивает его и понимает, что Джарвис и есть её длинноногий папочка. В финале Джуди и Джарвис объясняются, после чего следует счастливое воссоединение влюбленных.

## В ролях
- Мэри Пикфорд — Джеруша (Джуди) Эббот
- Малон Гамильтон — Джарвис Пендлтон
- Маршалл Нилан — Джимми Макбрайд
- Джоан Марш (в титрах не указана)

## Ремейк
В 1955 году кинокомпания 20th Century Fox выпустила ремейк фильма — музыкальную комедию режиссёра Жана Негулеско с Лесли Карон и Фредом Астером в главных ролях. Постановщиком танцевальных номеров был балетмейстер Ролан Пети.